# Grafkapel van de familie Jamin
De grafkapel van de familie Jamin is een 20e-eeuwse grafkapel op de rooms-katholieke begraafplaats in Crooswijk (Rotterdam).

## Achtergrond
De uit Brabant afkomstige ondernemer Cornelis Jamin (1850-1907) opende in 1870 een chocolateriewinkel in Rotterdam, voorloper van de Jamin-winkelketen. Hij richtte in 1880 de Zuid-Hollandse Stoomfabriek Banket-, Koek- en Suikerwerken C. Jamin op. Jamin werd met zijn tweede vrouw Louisa Johanna Reuther (1854-1924) begraven in Crooswijk. Boven hun graf werd een neoromaanse grafkapel geplaatst, die werd gemaakt door de Rotterdamse steenhouwerij P.J. Simonis & Zn.
De grafkapel werd in 2004 gerestaureerd en in 2005 onthuld door wethouder Bolsius. De kapel geniet bescherming als gemeentelijk monument.

## Beschrijving
De kapel heeft een koepel die wordt bekroond door een kruis met Christusmonogram. Op de vier hoeken van het dak staan engelen die respectievelijk een bazuin, een urn, een kruis en een kelk dragen. De entree wordt gevormd door een dubbele deur met florale motieven. Boven de entree is een reliëf aangebracht met twee naar elkaar toe gewende, gevleugelde figuren, geknield aan weerszijden van een wierookvat, mogelijk voorstellende de beschermheiligen van de overledenen. 
Boven het altaar in de kapel hangen medaillonportretten van het echtpaar Jamin-Reuther, uitgevoerd in porselein. De kapelvensters zijn voorzien van gebrandschilderde glas met religieuze voorstellingen.